# Gönenspor
Gönenspor ist ein Fußballverein aus dem Landkreis Gönen der Provinzhauptstadt Balıkesir. Die Mannschaft spielt derzeit in der 6. Liga, der Balıkesir Süper Amatör Lig (Stand: Saison 2014/15). 

## Geschichte
Der Verein wurde im Jahre 1973 unter dem Namen Gönenspor gegründet.
Die Höhepunkte erlebte der Klub in den Anfängen der 1990er Jahre. In der Drittliga-Saison 1989/90 belegte der Verein am Ende der Saison den 1. Platz und stieg erstmals in die zweite türkische Liga auf. In der ersten Zweitliga-Saison 1990/91 belegte Gönenspor am Ende der Saison den 15. Tabellenplatz und konnte so knapp die Klasse halten, weil er eine bessere Tordifferenz gegenüber Kütahyaspor aufweisen konnte. In der nachfolgenden Saison stieg der Verein als Letztplatzierter wieder in die dritte Liga ab. In dieser Liga spielt Gönenspor seit ihrem Abstieg.
In der Saison 2013/14 belegte der Verein in der Balıkesir Süper Amatör Lig den 2. Platz und durfte an den Play-offs zur Bölgesel Amatör Lig teilnehmen. Im entscheidenden Spiel unterlag Gönenspor Balıkesir Büyükşehir Belediyespor mit 0:2 und verpasste den Aufstieg in die 5. Liga.

## Ligazugehörigkeit
- 2. Liga: 1990–1992
- 3. Liga: 1986–1990, 1992–2001
- regionale Amateurligen: 1973–1986, seit 2001

## Ehemalige bekannte Spieler
- İbrahim Üzülmez